# Tadeusz Kołecki
Tadeusz Kołecki ps. Andrzej Wysoki (ur. 11 kwietnia 1921 w Sandomierzu, zm. 18 lub 24 września 1944 w Warszawie) – podporucznik Armii Krajowej, uczestnik powstania warszawskiego jako jeden z dowódców w Zgrupowaniu „Bartkiewicz”.

## Życiorys
W 1939 roku ukończył gimnazjum w Sandomierzu. Już od 1940 roku działał w polskim podziemiu zbrojnym. Podczas okupacji niemieckiej uczestniczył w kolportowaniu pisma „Odwet”, brał udział w wielu akcjach przeciwko okupantowi. Od 1942 przebywał w Warszawie, gdzie został wysłany w celu przejścia konspiracyjnego szkolenia.
Poległ w rejonie ul. Chmielnej (Śródmieście) w ostatnich dniach walk powstania warszawskiego – 18 lub 24 września. Odznaczony Orderem Virtuti Militari i dwukrotnie Krzyżem Walecznych.
Jego ojciec Jan Leon Kołecki, właściciel kilku zakładów fotograficznych, był aresztowany przez Gestapo.